# Heinrich von Müneck

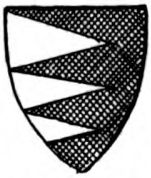
Wappen des Heinrich von Moegge, 1330

Heinrich von Müneck oder Heinrich von Moegge oder Hainricus de Mugeneck war um 1286 ein Edelknecht (servus nobilis) und ab 1295 Ritter aus dem Hause derer von Hailfingen auf der Burg Müneck.

## Leben und Wirken
Heinrich von Mugeneck war vermutlich ein Sohn von Ritter Hugo von Müneck. Seit 1295 führte Heinrich ebenfalls den Rittertitel und auch ein Siegel, das den Hailfinger Schild zeigt. Bis 1308 betätigte er sich häufig als Zeuge oder Siegler.
Im Jahre 1330 war er ein Bürge, als die Schwestern Gere, Gute und Adelheid von Müneck eine leibeigene Frau von Entringen um 10 Pfund Heller an das Kloster Bebenhausen verkauften. Im Jahr 1336 verkaufte Heinrich, der sich als Edelknecht bezeichnete, einen Hellerzins aus seinen Gütern zu Breitenholz um 19 Pfund Heller an das Kloster Kirchberg, wobei auch sein gleichnamiger Sohn erwähnt wurde. Die Ehefrau des Heinrich, Sophia von Neuneck, verzichtete auf diese Güter, die ihr verschrieben waren.